# Michal Vrablík
Michal Vrablík (* 1. května 1973) je český vědec a lékař. Působí jako profesor na III. interní klinice 1. lékařské fakulty Univerzity Karlovy a Všeobecné fakultní nemocnice v Praze. Je zástupcem vedoucího lůžkového oddělení III. interní kliniky 1. LF UK a VFN.
Zabývá se lipidologií a preventivní kardiologií. Téma jeho výzkumů je genetická determinace dyslipidemií a odpovědi na hypolipidemickou léčbu. Od roku 2011 je předsedou České společnosti pro aterosklerózu. Přednáší na 1. lékařské fakultě Univerzity Karlovy.

## Životopis
V letech 1991–1997 studoval na 1. lékařské fakultě Univerzity Karlovy v Praze, obor lékařství, kde graduoval s vyznamenáním. Následoval postgraduálním studiem v biomedicíně, obor Fyziologie a patofyziologie člověka na 1. lékařské fakultě Univezity Karlovy, pod vedením prof. MUDr. Richarda Češky. Jeho disertační práce byla na téma „Familiární hyperlipoproteinémie – klinické a genetické nálezy“. V roce 2001 složil atestaci z vnitřního lékařství 1. stupně a v roce 2005 z vnitřního lékařství 2. stupně.
V letech 2005–2006 získal výzkumný grant od České kardiologické společnosti a připojil se k programu Healthy Heart Program nemocnice St. Paul´s Hospital ve Vancouveru.
V roce 2012 se stal docentem pro obor vnitřní lékařství. V roce 2018 se stal profesorem pro obor vnitřní lékařství.

### Soukromí
Je ženatý, má dvě děti. Jeho dědeček byl krajinářský malíř Ota Jakl.

## Publikační činnost
Je autorem více než 100 odborných časopiseckých prací. Je spolueditor monografie Preventivní medicína (2008) a editor monografie Otazníky kardiovaskulární prevence 2009 (2009). V roce 2013 vyšla jeho monografie Farmakoterapie dyslipidemií (2013).

## Členství ve sdruženích
- Česká společnost pro aterosklerózu (od 12/2011 předseda společnosti)
- Česká kardiologická společnost, (od 2013 člen výboru Pracovní skupina preventivní kardiologie ČKS)
- Česká internistická společnost JEP
- European Atherosclerosis Society (od 2013 člen výboru společnosti)
- člen Národní koordinační skupiny iniciativy pro snížení reziduálního kardiovaskulárního rizika, vedoucí Národního centra projektu MedPed, člen Speaker’s Bureau International Atherosclerosis Society, spoluorganizátor letní školy Evropské společnosti pro aterosklerózu
- člen lokálního organizačního výboru 73. kongresu Evropské společnosti pro aterosklerózu, Praha, 2005
- člen lokálního organizačního výboru 13. kongresu Evropské asociace interní medicíny (EFIM), Praha, 2013
- člen organiačního výboru 2nd World Congress on Lipidology, Vídeň, 5-7. 12. 2014
- člen redakční rady časopisu Medicína pro praxi
- člen redakční rady časopisu Hypertenze a KV prevence
- člen redakční rady odborného internetového portálu e-interna a e-diabetes

## Ocenění
- 2009 – Cena České společnosti pro aterosklerózu za nejlepší původní práci publikovanou v odborném časopise za období 2007/2008
- 2009 – Cena předsednictva České lékařská společnosti Jana Evangelisty Purkyně za nejlepší knižní publikaci roku 2008 za spoluautorství monografie Preventivní medicína
- 2009 – Cena České internistické společnosti ČLS JEP za nejlepší knižní publikaci za rok 2008 za spoluautorství monografie Preventivní medicína